# 塩川京子 (美術史家)
塩川 京子（しおかわ きょうこ、1942年ー　）は、日本の美術史家・評論家。

## 人物・来歴
中国・南京に生まれる。旧姓・馬場。1968年同志社大学大学院文化史学修士課程修了。同年京都市美術館に勤務。2000年退職。上村松園ら、関西の美人画家を中心に著書、編纂書を多く執筆した。

## 著書
- 『彩管ひとすじ』求竜堂 1987
- 『市井の文人鏑木清方』大日本絵画 1991
- 『近代の風俗画 絵画が語る世相史』大日本絵画 1994
- 『岩波近代日本の美術 7　絵のなかの暮らし 子ども・おんな・労働』岩波書店 1996
- 『正岡子規の面影』京都新聞社 1996.7
- 『描かれた女たち 絵巻の主婦像から昭和の美人画まで』朝日選書、1999

### 共編著
- 『日本の名画 9 上村松園』編集: 馬場京子 中央公論社, 1975
- 上村松園『青眉抄・青眉抄拾遺』河北倫明, 馬場京子編. 講談社, 1976
- 『現代日本美人画全集 第10巻 名作選 2 日本画編』馬場京子 執筆 集英社, 1978.12
- 『現代日本美人画全集 第7巻 梶原緋佐子・広田多津・北沢映月』藤田猛, 馬場京子 執筆 集英社, 1978.2
- 『現代日本美人画全集 第3巻 北野恒富・中村大三郎』馬場京子 執筆 集英社, 1978.8
- 『現代日本画全集 第5巻　宇田荻邨』（以後塩川京子）集英社 1982.8
- 『日本画素描大観 2　上村松園』編集解説. 講談社 1983.8
- 『20世紀日本の美術 アート・ギャラリー・ジャパン 2　上村松園/伊東深水』関千代共責任編集 集英社 1986
- 『現代の日本画 1　小野竹喬』責任編集　学習研究社　1991.10
- 『上村松園』責任編集　光村推古書院 1994
- 『巨匠の日本画 上村松園 秘めた女の想い』編　学習研究社 1994
- 『上村松園画集』上村松篁監修 責任編集　光村推古書院 2003
- 『上村松園』責任編集, 杉本苑子,梅原猛文, 上村松篁 監修. 光村推古書院, 2010.9